# UFC 24
UFC 24: First Defense foi um evento de artes marciais mistas promovido pelo Ultimate Fighting Championship, ocorrido em 10 de março de 2000 no Lake Charles Civic Center em Lake Charles, nos Estados Unidos.

## Background
O evento contou com as primeiras aparições no UFC de Ian Freeman, o futuro Campeão Peso Médio do UFC Dave Menne e Shonie Carter. UFC 24 também foi a primeira aparição televisionada de Jens Pulver, que havia lutado em uma luta preliminar não televisionada no UFC 22.
O nome "First Defense" se referia a esperada defesa do Cinturão Peso Pesado do UFC entre Kevin Randleman e Pedro Rizzo, que não aconteceu devido a uma lesão. Enquanto se aquecia nos bastidores do evento, Randleman escorregou no piso de concreto e bateu sua cabeça, nocauteando-se. Randleman foi levado de ambulância para o hospital, onde ele foi reanimado, e diagnosticado com uma concussão. Como o incidente aconteceu durante a transmissão, os fãs presentes e telespectadores assistindo no pay per view não foram notificados até o final do show. A luta foi remarcada e aconteceu no UFC 26.
Esse evento também marcou a aparição de Dan Severn como árbitro das lutas preliminares. Não gostando do traje preto sólido tradicional de um árbitro do UFC, ele vestiu listas brancas e pretar e sapatos vermelhos.
UFC 24 foi inicialmente transmitido no pay per view, mas não foi lançado para home video no momento. Um DVD duplo com o UFC 23 e 24 foi lançado em 2007.